# Castra Martis

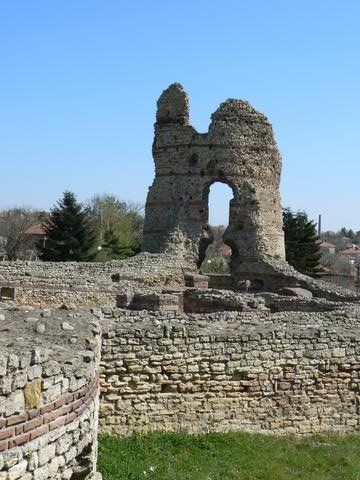
Ruiny starożytnego miasta Castra Martis

Castra Martis (łac. Dioecesis Castromartianus) – stolica historycznej diecezji w Dacji Ripense istniejącej w czasach rzymskich.
Obecnie pozostałości rzymskiego miasta Castra Martis znajdują się w pobliżu miejscowości Kuła w Bułgarii. Obecnie katolickie biskupstwo tytularne ustanowione w 1933 przez papieża Piusa XI. 

## Biskupi tytularni
| Lp. | Biskup           | Funkcja                                   | Od                | Do               |
| --- | ---------------- | ----------------------------------------- | ----------------- | ---------------- |
| 1   | Platon Kornyljak | egzarcha apostolski Niemiec i Skandynawii | 17 kwietnia 1959  | 1 listopada 2000 |
| 2   | Piotr Kryk       | egzarcha apostolski Niemiec i Skandynawii | 20 listopada 2000 |                  |